# 19-та армія (Німецька імперія)
Не варто плутати з 19-ю німецькою армією часів Другої світової війни
19-та а́рмія  (нім. 19. Armee (Deutsches Kaiserreich) — армія Імперської армії Німеччини за часів Першої світової війни.

## Історія
19-та армія (нім. 19. Armee) була сформована 4 лютого 1918 року під час підготовки кайзерівської армії до масштабного Весняного наступу, що мав за мету розгром союзних армій та переможне завершення війни на Західному фронті. Вище командування чітко усвідомлювало, що можливо це останній час переломити стратегічну ініціативу на свою користь та розгромити ворога, до включення у збройну боротьбу потужних ресурсів — людських та матеріальних — у війну в Європі Сполучених Штатів.
Армія (разом з 17-ю та 18-ю арміями) утворювала потужне ударне угруповання, що мало діяти на напрямку головного удару німецьких військ. Основу її військ становили регулярні частини Імперської армії Німеччини, що були відведені після краху Російської імперії та Жовтневого перевороту зі Східного фронту на захід. Загалом на формування нових армій німці відвели з Росії близько 50 дивізій.
Після проведення весняно-літньої кампанії 1918 року, армії, що входила до групи армій герцога Альбрехта, зазнала значних втрат у живій силі та техніці та відступила на схід до Німеччини, де 24 січня 1919 року була розформована.

## Командування

### Командувачі
- генерал від інфантерії, з 9 квітня 1918 генерал-полковник Фелікс граф фон Ботмер (нім. Felix Graf von Bothmer) (4 лютого — 8 листопада 1918);
- генерал від інфантерії Карл фон Фасбендер (нім. Karl von Fasbender) (8 листопада 1918 — 24 січня 1919).

## Бойовий склад 19-ї армії
| Армія          | Корпус                                                 | Дивізія                         |
| -------------- | ------------------------------------------------------ | ------------------------------- |
| 30 жовтня 1918 |                                                        |                                 |
| 19-та армія    | XIX-й армійський (2-й Королівський Саксонський) корпус | 84-та бригада Ландверу          |
| 19-та армія    | XIX-й армійський (2-й Королівський Саксонський) корпус | 48-ма бригада Ландверу          |
| 19-та армія    | 66-й корпус особливого призначення                     | 2-га Баварська дивізія Ландверу |
| 19-та армія    | 66-й корпус особливого призначення                     | 19-та запасна дивізія           |
| 19-та армія    | 66-й корпус особливого призначення                     | 17-та резервна дивізія          |
| 19-та армія    | XV-й армійський корпус                                 | 83-тя піхотна дивізія           |
| 19-та армія    | XV-й армійський корпус                                 | 1-ша Баварська дивізія Ландверу |